# Abellio Rail GmbH
Abellio Rail GmbH was tot januari 2022 een Duits openbaarvervoerbedrijf, tot december 2022 onder de naam Abellio Rail NRW, dat in Noordrijn-Westfalen stads- en streekvervoer aanbood. Het bedrijf was op 5 juli 2005 opgericht en was gevestigd te Essen. In mei 2015 verhuisde het hoofdkantoor naar Berlijn. De onderneming maakte deel uit van Abellio GmbH, een dochteronderneming van Abellio, dat weer onderdeel was van NS.

## Exploitatiegebied

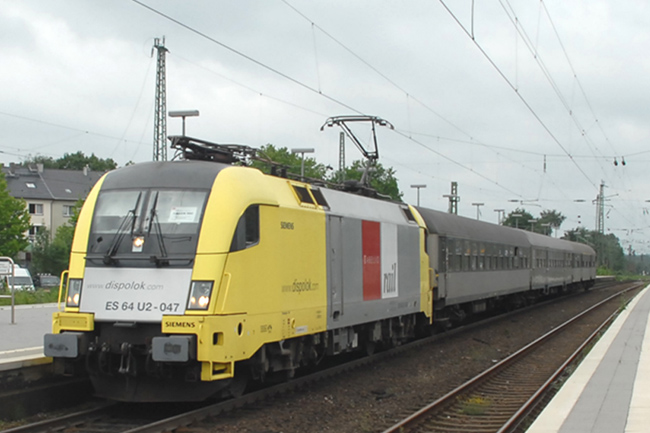
RB 40 met "Dispolok" op 30 juni 2007 te Bochum Hbf

Abellio Rail NRW GmbH had de aanbesteding van de RB 46 “Nokia-Bahn” voor een periode van december 2005 tot eind 2017 en op de RB 40 “Ruhr-Lenne-Bahn” voor twee jaar verworven. De toelating als EVU voor personenvervoer van 15 maart 2005 tot 11 december 2005 werd door de moedermaatschappij overgenomen en geldt nu tot 31 maart 2020. Voor de treindienst op de “Nokia-Bahn” werden bij Alstom LHB drie dieseltreinstellen type LINT 41/H besteld en in gebruik genomen. Vanwege de korte looptijd van de concessie Ruhr-Lenne-Bahn werden geen nieuwe voertuigen besteld. In plaats hiervan  werden door met elektrische locomotieven getrokken treinen gehuurd. De elektrische locomotieven werden gehuurd van Dispolok en de rijtuigen waren voormalige DB rijtuigen. Deze treinen stonden bekend als “Abellio Classic”. Ze werden vanaf augustus 2007 vervangen door elektrische treinstellen van het type 2-delige FLIRT en 3-delige FLIRT van de Zwitserse fabrikant Stadler Rail.
Begin januari 2013 heeft Abellio Rail NRW 35 treinstellen van het type Talent 2 besteld bij Bombardier. De order ter waarde van 172 miljoen euro bestaat uit 15 vijfdelige en 20 driedelige treinstellen. Ze zullen vanaf december 2015 worden ingezet op het Saale-Thüringen-Südharz net.

## Trajecten

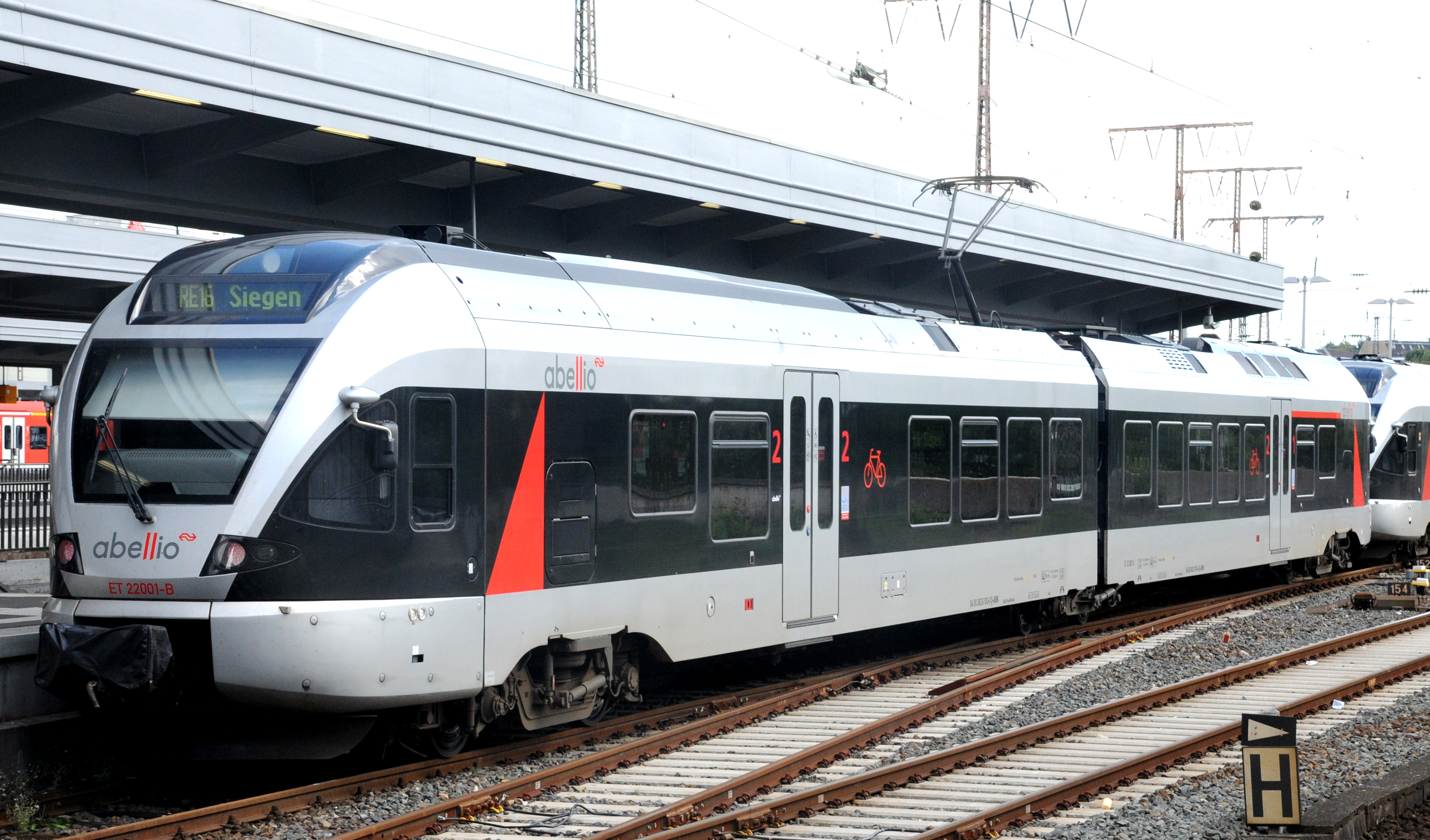
RB 16 op 31 augustus 2010 te Essen Hbf

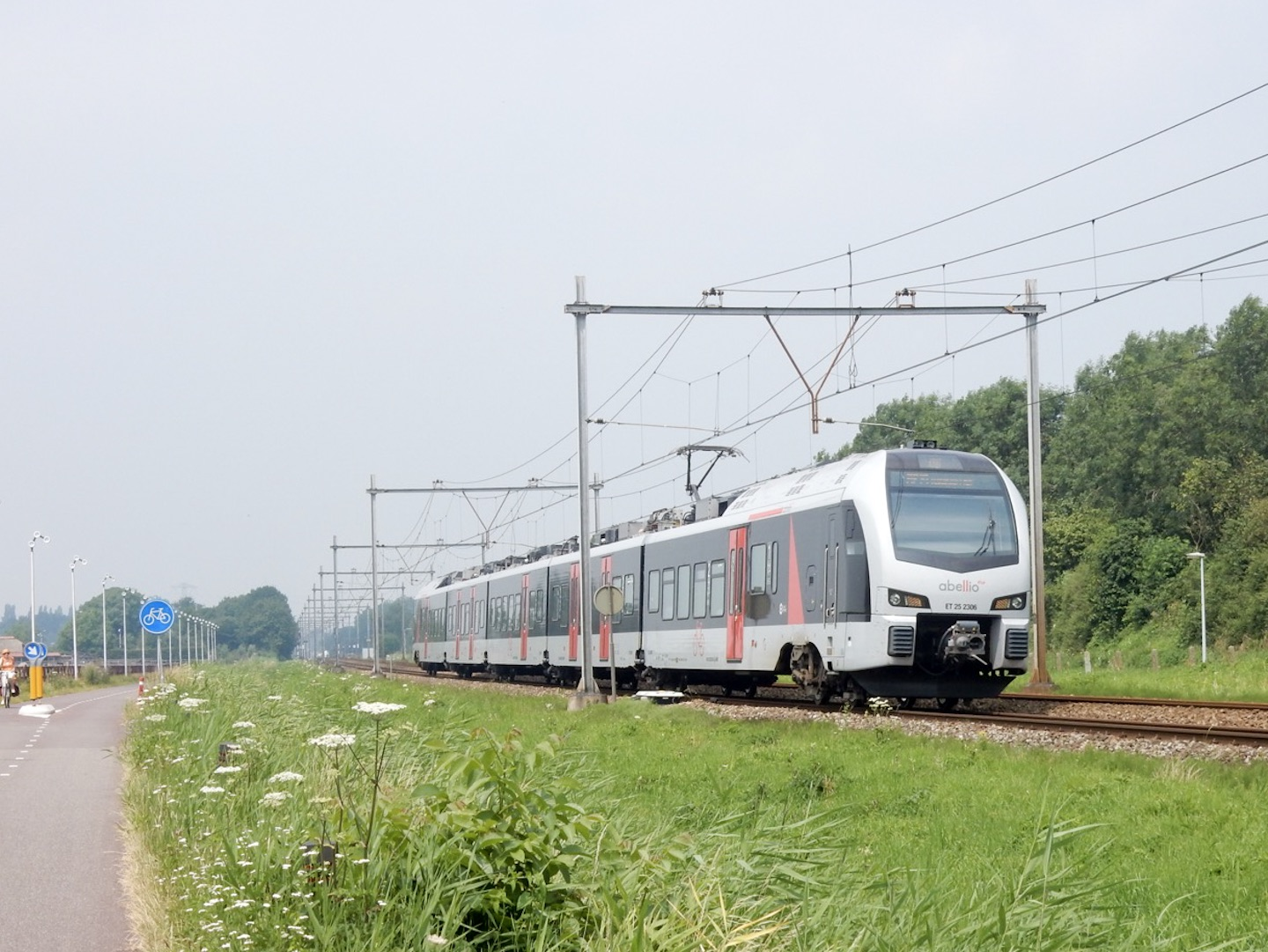
Abellio FLIRT onderweg als RE19 bij Zevenaar

Het Abellionet bevat de volgende trajecten:
Sinds 11 december 2005:
| Serie | Treinsoort                      | Route | Bijzonderheden                                      |
| ----- | ------------------------------- | --- | --------------------------------------------------- |
| RB 46 | Regionalbahn (DB Regio NRW)     | Gelsenkirchen Hbf – Wanne-Eickel Hbf – Bochum-Riemke – Bochum-Hamme – Bochum West – Bochum Hbf                   | Glückauf-Bahn 2x per uur, 1x per uur in het weekend |
| RB 40 | Regionalbahn (Abellio Rail NRW) | Essen Hbf – Essen-Kray Süd – Wattenscheid – Bochum Hbf – Witten Hbf – Wetter (Ruhr) – Hagen-Vorhalle – Hagen Hbf | Ruhr-Lenne-Bahn                                     |

Sinds 9 december 2007:
| Serie | Treinsoort                          | Route | Bijzonderheden    |
| ----- | ----------------------------------- | --- | ----------------- |
| RE 16 | Regional-Express (Abellio Rail NRW) | Essen Hbf – Bochum Hbf – Witten Hbf – Hagen Hbf – Hohenlimburg – Letmathe – [ Iserlohn ] / Werdohl – Kreuztal – Siegen           | Ruhr-Sieg-Express |
| RB 91 | Regionalbahn (Abellio Rail NRW)     | Hagen Hbf – Hohenlimburg – Letmathe – [ Iserlohn ] / Altena (Westfalen) – Werdohl – Plettenberg – Finnentrop – Kreuztal – Siegen | Ruhr-Sieg-Bahn    |

Sinds 15 december 2013:
| Serie | Treinsoort    | Route                                        | Bijzonderheden |
| ----- | ------------- | -------------------------------------------- | -------------- |
| S 7   | S-Bahn (VIAS) | Wuppertal Hbf – Remscheid Hbf – Solingen Hbf |                |

Reed tussen 6 april 2017 en 31 januari 2022 zowel de treinserie RB 35 als de RE 19 vanaf Arnhem naar Düsseldorf Hbf:
| Serie       | Treinsoort              | Route | Bijzonderheden       |
| ----------- | ----------------------- | --- | -------------------- |
| 20000 RE 19 | Regional-Express (VIAS) | Arnhem Centraal – Zevenaar – Emmerich-Elten – Emmerich – Wesel – Oberhausen Hbf – Duisburg Hbf – Düsseldorf Flughafen – Düsseldorf Hbf | Rhein-IJssel-Express |

Sinds 1 februari 2022 rijdt de treinserie RB 32 als RE 19 vanaf Bocholt naar Düsseldorf Hbf:
| Serie        | Treinsoort              | Route | Bijzonderheden |
| ------------ | ----------------------- | --- | -------------- |
| 20000 RE 19a | Regional-Express (VIAS) | Bocholt – Dingden – Hamminkeln – Blumenkamp – Wesel – Oberhausen Hbf – Duisburg Hbf – Düsseldorf Flughafen – Düsseldorf Hbf | Bocholter Bahn |

### "Nokia-Bahn"

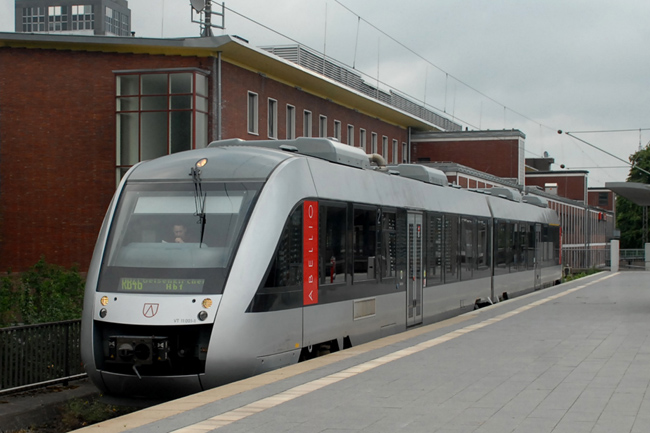
RB 46 "Nokia-Bahn" op 30 juni 2007 te Bochum Hbf

Op 26 september 1993 werd de halte Bochum-Graetz omgedoopt in Bochum Nokia, genoemd naar de vestiging van Nokia te Bochum, de Finse fabrikant van telecommunicatieapparatuur. Later werd bekend dat deze Nokia-vestiging met 2300 werknemers gaat sluiten omdat de productie in 2008 naar Roemenië wordt verplaatst. Ook circa 1000 werknemers van toeleveranciers verliezen hun werk.
Op 9 november 2008 werd de naam Nokia-Bahn veranderd in Glückauf-Bahn.

### Aanbesteding
Abellio Rail gaat vanaf 11 december 2016 t/m december 2028 de treinseries RB 32 en RB 35 rijden. In Nederland had Abellio Rail een aandeel in de opstart van de R-net TAG concessie voor de spoorlijn Alphen aan den Rijn - Gouda die vanaf de start op 11 december 2016 volledig door NS wordt uitgevoerd.
| Serie | Treinsoort                  | Route | Bijzonderheden           |
| ----- | --------------------------- | --- | ------------------------ |
| RB 32 | Regionalbahn (DB Regio NRW) | Duisburg Hbf – Oberhausen Hbf – Essen-Altenessen – Gelsenkirchen Hbf – Wanne-Eickel Hbf – Herne – Castrop-Rauxel Hbf – Dortmund Hbf | Rhein-Emscher-Bahn       |
| RB 35 | Regionalbahn (VIAS)         | Wesel – Dinslaken – Oberhausen Hbf – Duisburg Hbf – Rheinhausen – Krefeld Hbf – Viersen – Mönchengladbach Hbf                       | Emscher-Niederrhein-Bahn |

## Voertuigen
Op het 61 kilometer lange exploitatiegebied worden voor de RB 46 in totaal drie treinstellen van het type LINT 41/H van de fabrikant Alstom LHB ingezet. Deze tweedelige dieselmechanische treinstellen hebben een maximumsnelheid van 120 km/h.
Voor de RB 40 zijn er in periode 2005 t/m 2007 bij Siemens (Dispolok) drie elektrische locomotieven type ES64U2 "Taurus" gehuurd en van een ander bedrijf voormalige DB-rijtuigen gehuurd.
Tevens worden vanaf 2007 er 8 tweedelige van het type ET 22 en 9 driedelige elektrische treinstellen van het type ET 23 van de Zwitserse fabrikant Stadler Rail ingezet. De treinstellen hebben een maximumsnelheid van 160 km/h.

## Tarief
De Abellio bedient vier tariefgebieden. Voor elk gebied wordt gebruikgemaakt van het tariefsysteem van de concessieverlener, het Verkehrsverbund Rhein-Ruhr (VRR) tarief, het Verkehrsgemeinschaft Ruhr-Lippe (VRL) tarief, het Verkehrsgemeinschaft Westfalen-Süd (VGWS) tarief, het Nordrhein-Westfalentarief en het streekvervoerstarief van de DB.

## Werkplaatsen

### Wanne-Westhafen
De treinen van het RB 40 en het RB 46 worden in een werkplaats bij de Wanne-Herner Eisenbahn und Hafen (WHE) in Wanne-Westhafen onderhouden.

### Hagen
In Hagen heeft Abellio Rail een hal van DB overgenomen. In deze hal vindt het onderhoud aan de FLIRT treinstellen plaats. De hal is voorzien van drie sporen die niet allemaal zijn geëlektrificeerd. Ten behoeve van rangeerwerkzaamheden is een Köf III locomotief aangeschaft. In de komende jaren zal er een passende werkplaats gebouwd worden.

## Logo
Op 10 november 2009 is het nieuwe logo van Abellio gepresenteerd. Hierin komt het beeldmerk van het moederbedrijf NS uitdrukkelijk naar voren. In de loop van 2010 zal het nieuwe logo op alle bussen en treinen verschijnen. Het logo zal ook gebruikt worden voor Abellio London.

## Einde
Begin 2022 is het bekend geworden dat Abellio per 1 februari 2022 Noordrijn-Westfalen gaat verlaten, dit is deels vanwege tijdens Covid-19 pandemie minder reizigers waren in het openbaar vervoer. De lijnen waar Abellio op reed werden overgenomen door DB Regio NRW, National Express en VIAS Rail.